# 飴細工

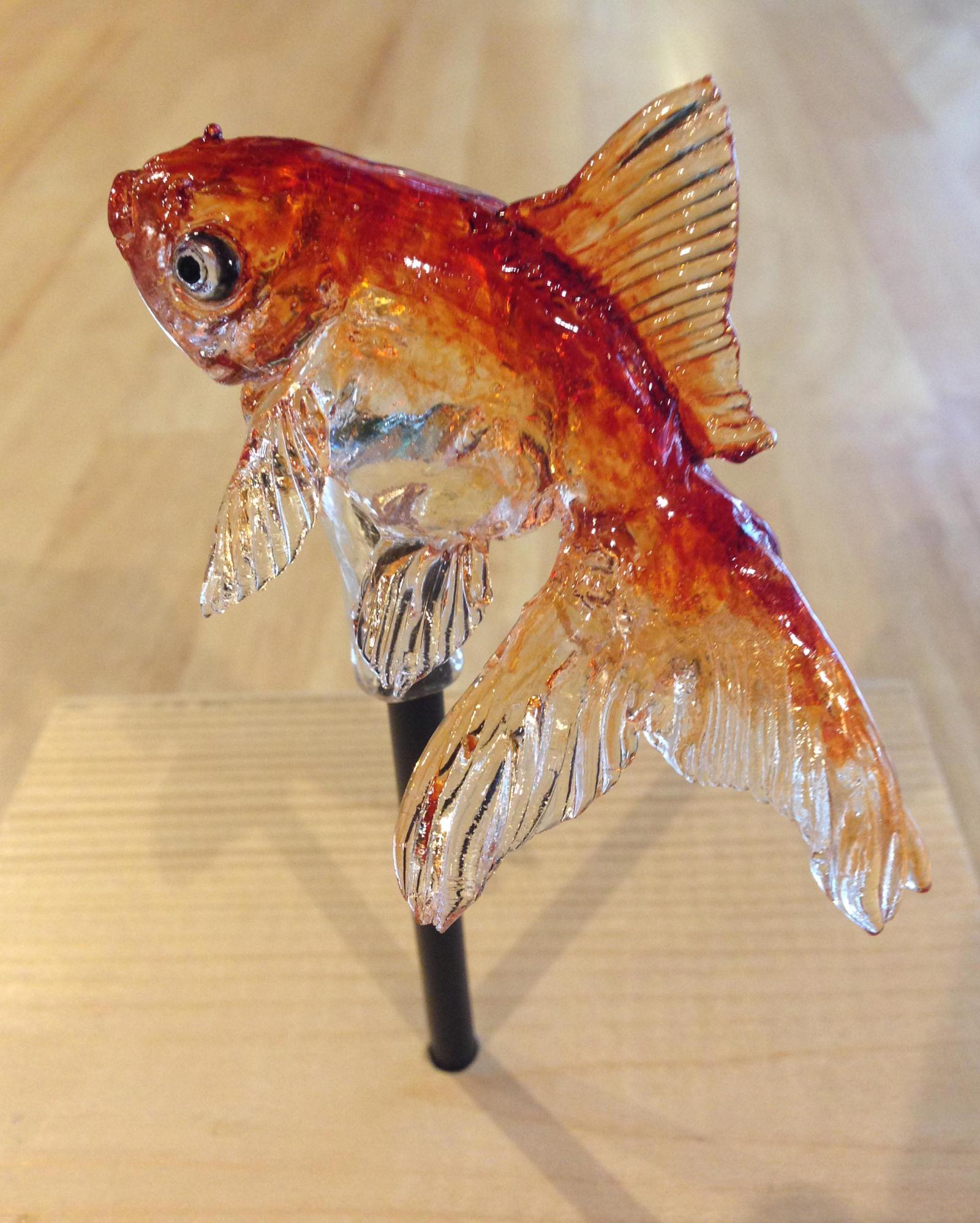
浅草 飴細工 アメシン(Asakusa Amezaiku Ameshin) 手塚新理(Shinri Tezuka)による、飴細工の金魚。彩色後の完成品。

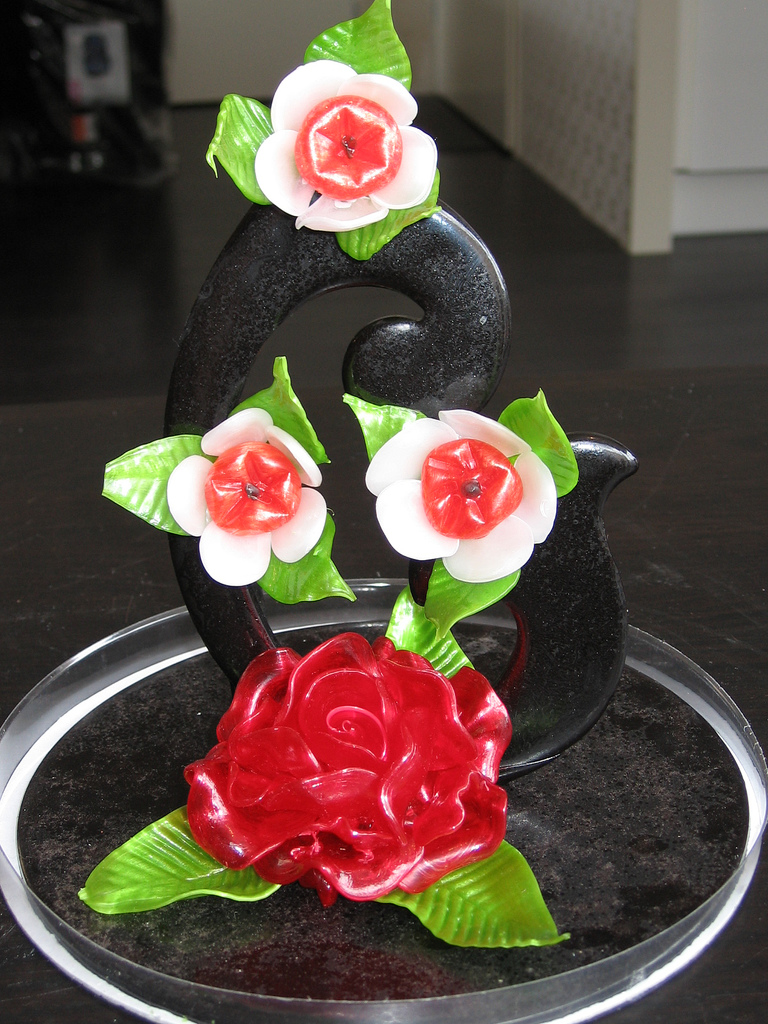
一般的な製菓における飴細工。引き飴技法によるバラの装飾

飴細工（あめざいく）とは、製菓技術の1つであり、飴を用いて造形物を作り出すこと、およびその造形物をいう。その細工の技術と美術的な観点、製作過程に特徴があり、食べることを目的としない、鑑賞するための展示品として製作される場合もある。
本項では「砂糖細工」の範疇に含まれるものも歴史的な出自が同一であるという理由から併せて記述する。

## 歴史
西洋菓子の飴細工と日本の伝統的な飴細工は、この分野での交流が資料として認められないものの、発祥の違いこそあれ、製法や技術にあまり大差がなく発展している。
11世紀にはアッバース朝の第35代カリフ、ザーヒルの命令で砂糖細工が作られたとされており菓子を技術的に装飾するという考え方がすでにあった。ただしこれはあくまで焼き固められた砂糖菓子であり、飴状のものを加工したものではない。
日本の飴細工の歴史は、延暦15年（796年）の東寺の建立時に飴細工がつくられ、供物としてささげられたという。16世紀、南蛮菓子として成立した有平糖は有平細工と呼ばれる高度な製菓技術を誇った。
享和元年（1801年）には良質の水飴が越後で作られて関西方面で広まったともといわれている。江戸では飴職人が細工をした飴を街に出て売り歩き、細工の技術と種類が増えた。
洋菓子の世界ではパティシエがその技術と芸術性を発揮できる分野である一方、和菓子の飴細工は有平細工のような例外を除いて、もっぱら大道芸、伝統工芸の1つと見なされている。伝統工芸としての飴細工は、飴の特性上、製作および保存の過程における扱いが難しく量産できないことや、衛生的な面、さらに実物を目にする機会があまりないうえ、その労力の割にはビジネス面での見返りが少ないことなどから、見た目の派手さとは裏腹に、技術の伝承がされにくい側面があった。これに対して、洋菓子作りが趣味として一般化するにつれてその技法の1つである飴細工が広く認知され、カルチャースクールの洋菓子作りのカリキュラムで取り上げられるようにもなっている。

## 各国の飴細工
日本の飴細工は、晒し飴を原料とし、食紅などで彩色を施した、棒つきのものが一般に親しまれている。これに対して有平細工のように水飴をくわえた砂糖を熱して冷まし造形を行なうものもあり、類例として雲平細工や新粉（しんこ）細工などがある。有平糖から派生した金華糖は鯛などの縁起物をかたどった砂糖菓子で駄菓子としても親しまれた。
中国には熱した飴を吹いて動物や鳥の形を作ったり台の上にたらして文字や絵などを描いたりする飴細工がある。
フランスでは工芸菓子としての砂糖菓子一般を指す言葉としてシュクルダール（Sucre D'Art）があり、飴細工もこの中に含まれる。デコレーションケーキとして立体的に積み上げる菓子（ピエスモンテ, Pièce montée）にもしばしば飴細工の技法が用いられる。19世紀に成立したパスティヤージュ（シュガークラフト）という技法では、建物をかたどったピエスモンテも作られた。
ポルトガルのアゾレス諸島には有平糖の語源ともされ、製法も共通したアルフェニンがある。鳥や獣、建物などをかたどった白い砂糖菓子で祭りの際には教会に献じられる。スペインとラテンアメリカのスペイン語圏にはアーモンドオイルで練った砂糖で作られるアルフェニーケ（ES）という砂糖細工があり、メキシコでは死者の日のための髑髏をかたどったオブジェなどをこれで作る。
イギリスには日本の組飴（金太郎飴や千歳飴）に類似したRock (飴)という飴がある。リゾート地で販売されたものはその地名を冠してBlackpool rock、Brighton rock（ブライトン・ロック）とも呼ばれる。

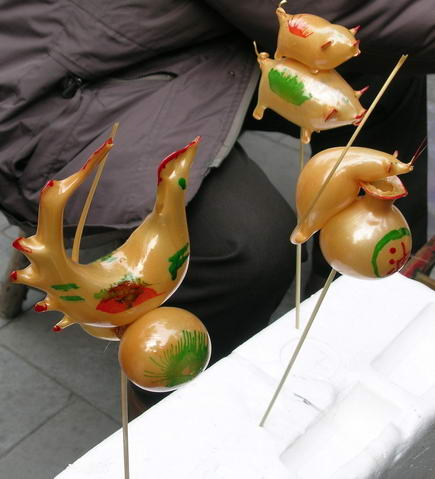
中国の吹き飴
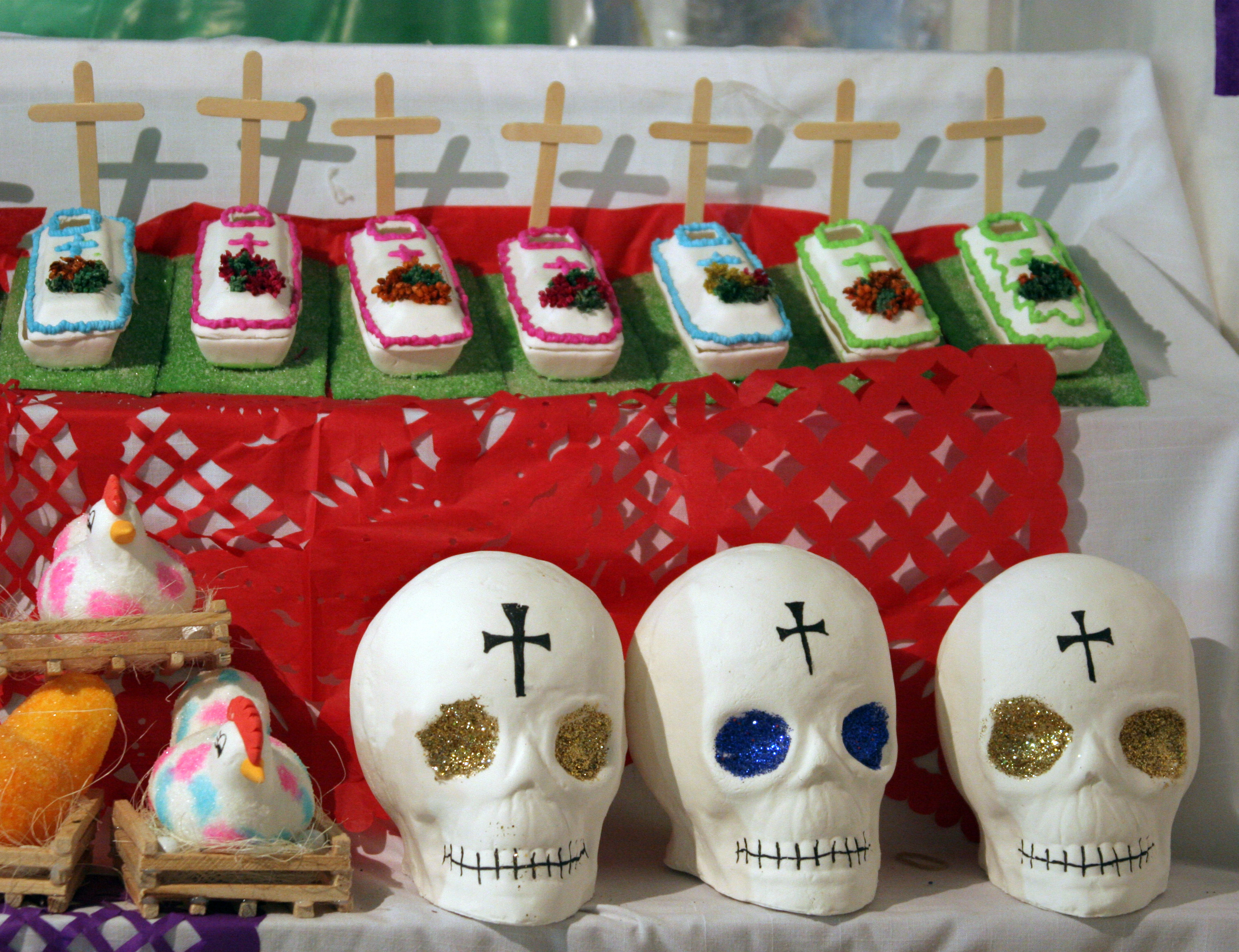
アルフェニーケの髑髏、メキシコ
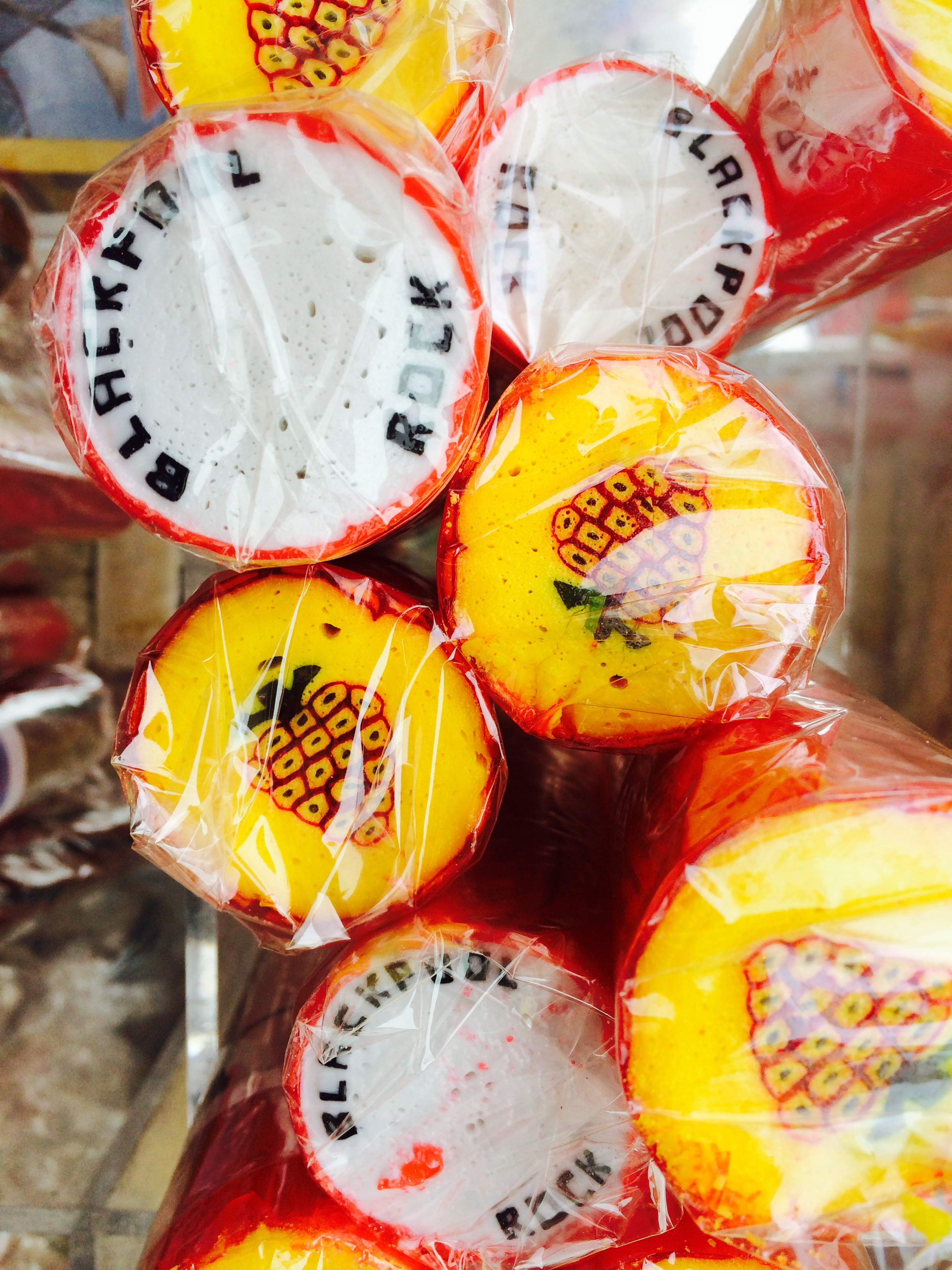
イギリスのBlackpool Rock

## 製法・技法
飴の扱い方別による製法は次の通りである。 引き飴、吹き飴、流し飴の技術は洋菓子および有平細工で共通である。いずれも80℃ほどに熱した飴を扱うため、洋菓子ではたいてい手袋を使用してやけどを防ぐ。
引き飴
シュクル・ティレ。飴を引っ張り伸ばすことにより空気を含ませる技術。空気の含有量によって飴の色は変化し、きらきらとした光沢をもつようになる。花びらやリボン、籠などのパーツとなる。
吹き飴
シュクル・スフレ。ふくらし飴とも呼ばれる。息で吹いたりポンプを使ったりして空気を飴の内部に送り込むことにより、丸い立体的な形に成形する技術。果物や動物などを作る際にしばしば用いられる。
流し飴
シュクル・クーレ。型紙を用いて型を作り、台の上でその型に飴を流し込む技術。平面的な板状のパーツを作り、それらを組んでケーキなどをのせる台にする。
糸飴
シュクル・フィレ。ヴェール飴とも呼ばれる。溶かした砂糖を素早く左右に振り動かしながら糸のように非常に細い飴を作る技術。ケーキの飾りなどに用いる。
岩飴
シュクル・ロシェ。飴を煮立てて泡立て、その気泡ごと固める技術。穴のたくさんあいた岩のような素材になる。ピエスモンテを作る際の材料として使われる。
このほか、立体的な型を用いるシュクル・マッセ、捏ねながら成形するシュクル・トゥルネなどがある。

## 和菓子と洋菓子の飴細工の違い

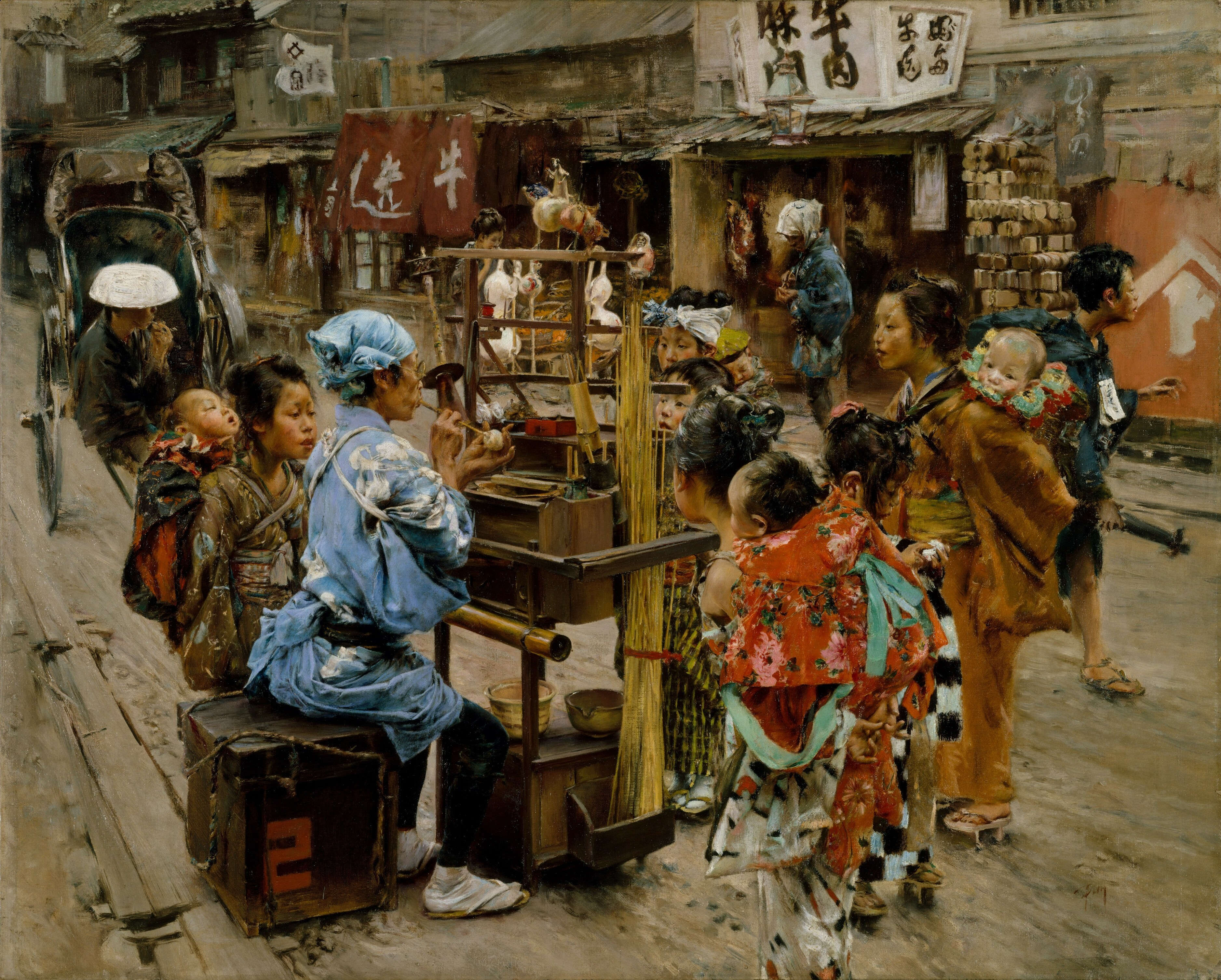
ロバート・フレデリック・ブルーム画「飴屋」1893年

日本では飴職人は一人前とされる基準として、一日に一斗缶二缶分の水飴を加工して売り物にしなければならず、その重労働ができなくなると、飴を造形する技術を磨き、売り上げを稼いだといわれている。これを紙芝居やキセルの修理屋などのほかの商売の客寄せとして行うこともあれば、職人芸を見世物として独立させ、切り絵のようにその場で客の要望によって作っていくことにより、動物や花などを目の前で仕上げ、楽しませる商売となった。
江戸時代に始まった飴細工は「飴の鳥」とも呼ばれた。鳥を主に作ったからだといわれる。
日本の飴細工では手袋を使う伝統がほとんど見られず、豆炭で熱せられた熱いままの飴を素手で練り加工していくので、火傷の危険とは隣り合わせの技術習得となる（そのため、日本伝統の飴細工師の手はボロボロであった）。基本的なものは透明感を残した飴を練ることで空気を含ませて徐々に白くし、基本的な彩色を食紅で施した上でゴルフボール大に丸め、筒状のものを差す。目的に応じて、息で膨らませ、握りばさみでつまみ、伸ばし、刃を入れることで成形していく。棒の先についたまま提供される。大道芸としての親しみやすさから動物・鳥類をモチーフにしたものが主で、仕上げの例としては最終的に成形後にニワトリの鶏冠が食紅で赤く彩られる。屋外の作業を想定した技術のため、道具ははさみや筆など最小限となる。
洋菓子の場合、屋内での作業となるので、専用の洋菓子作り用の道具類がそのまま使われる。練ることで空気を入れ込むというよりは伸ばしたり、もともとの素材で光沢を出しやすくしたりといった手法もとられる。総合的な洋菓子の作品という目的で作られることが主なので、日本の飴細工のように一品で完結するのではなく、細かいパーツも組み合わせた上で「飴によるフルーツの盛り合わせ」や「ドレスをまとった少女」などの総合的なモチーフのものになる。大規模な作品となることも少なくない。単体では植物や果物を作ることが多い。日本の飴細工と比較して着色よりもガラスのような光沢やツヤを強調する傾向がある。

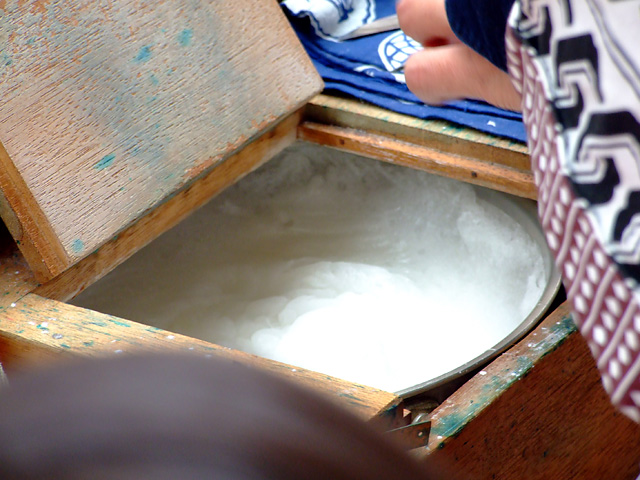
原料となる熱せられた飴
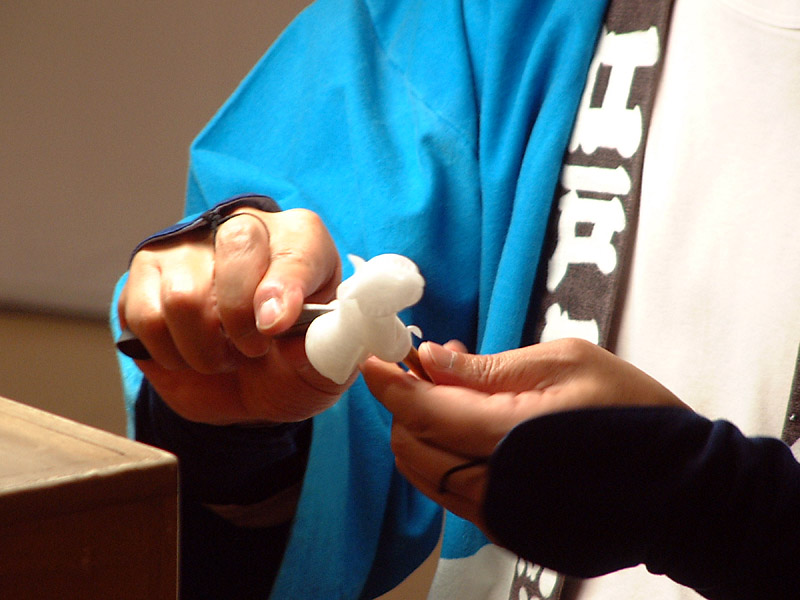
形をととのえる
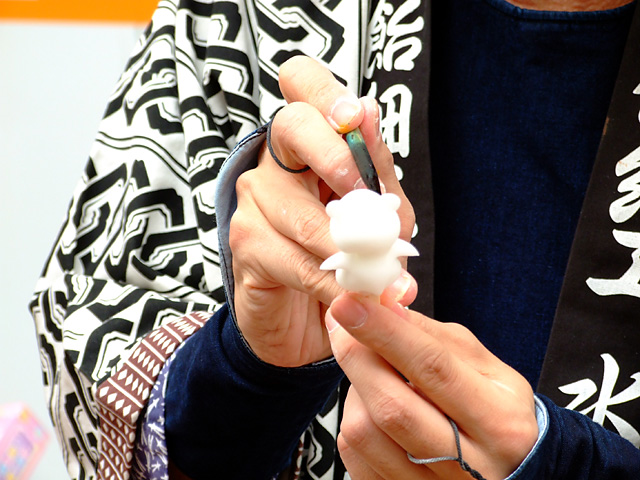
彩色のようす
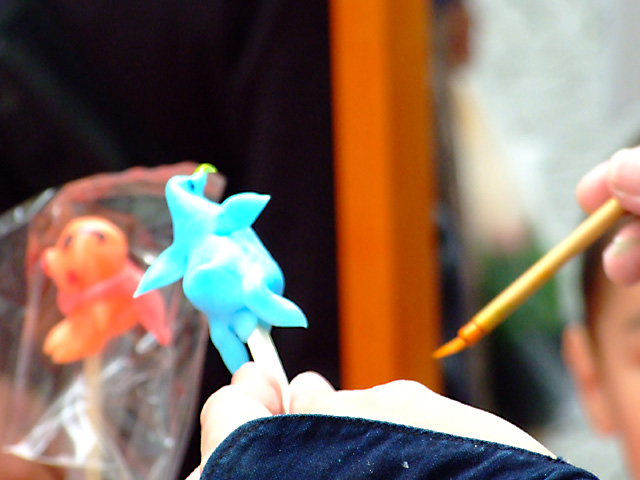
彩色のようす
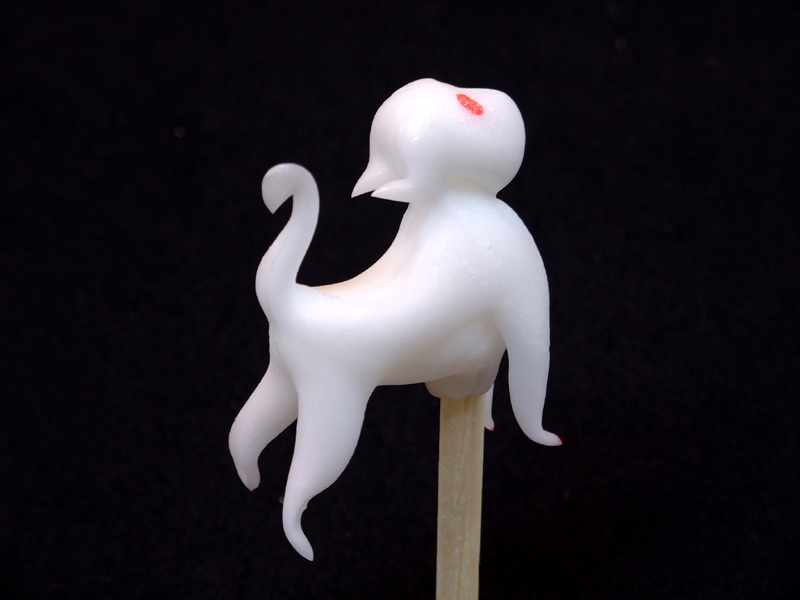
完成した飴細工
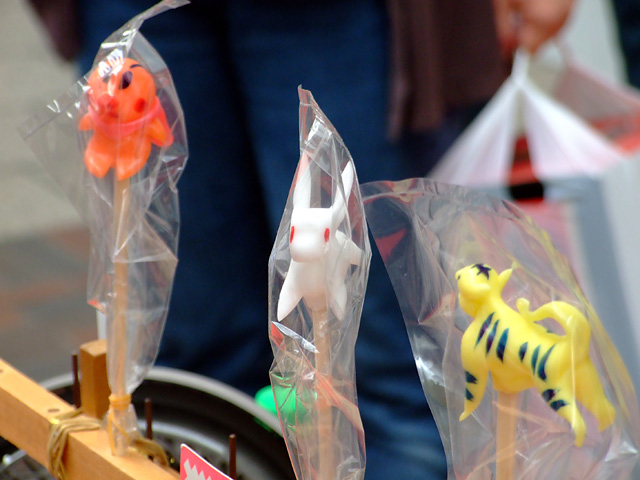
完成した飴細工

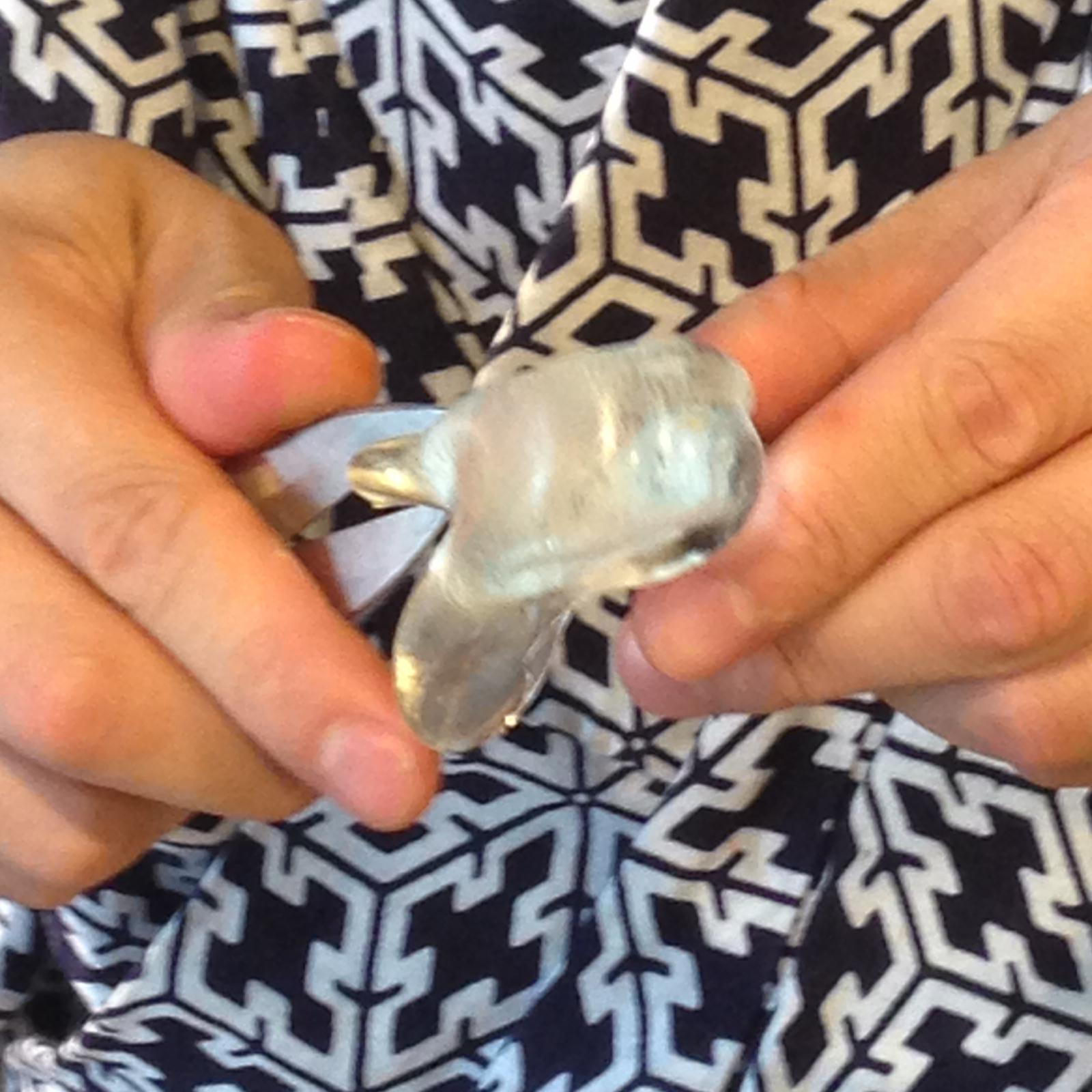
飴細工の金魚の製作。第1段階
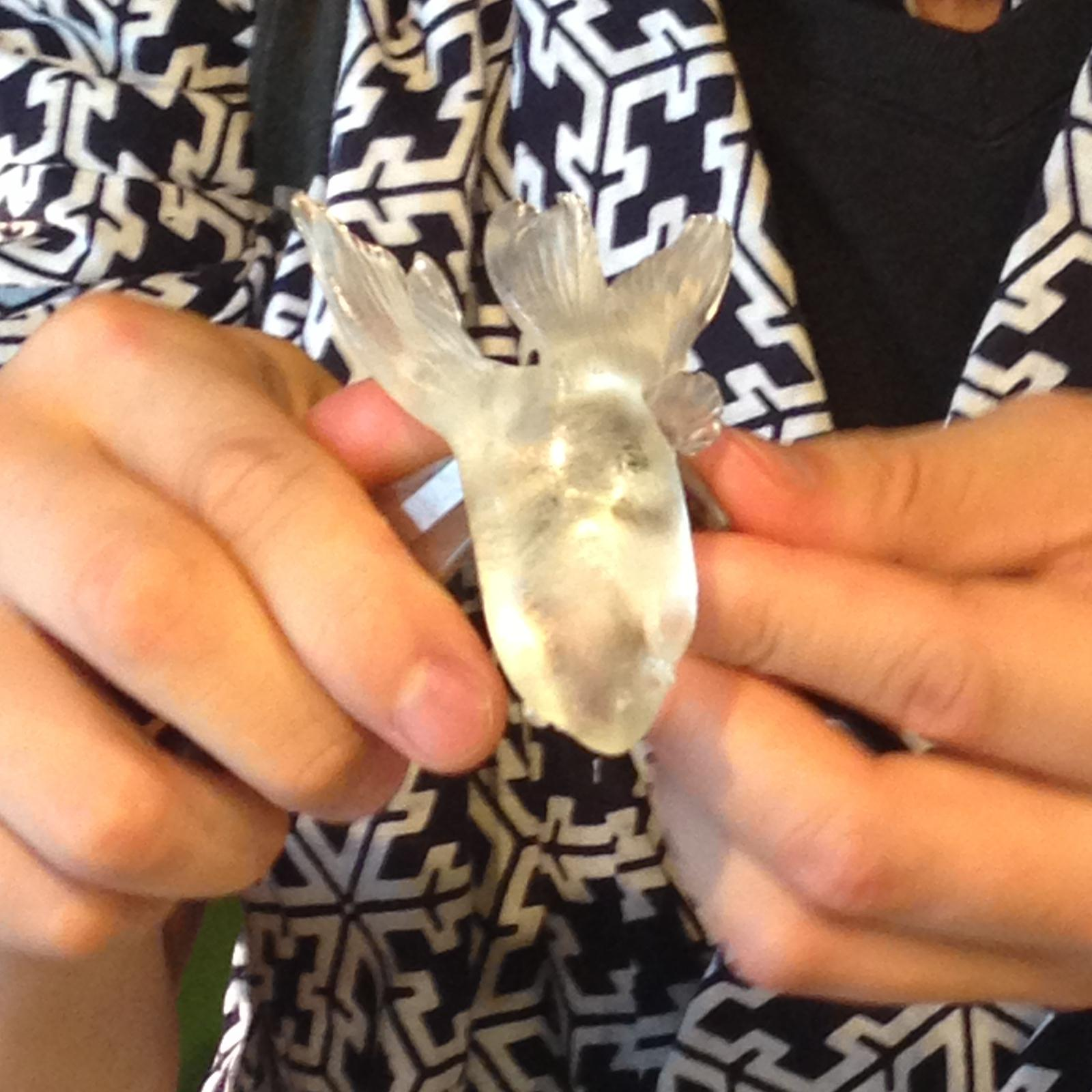
第2段階。大まかな形を形成。
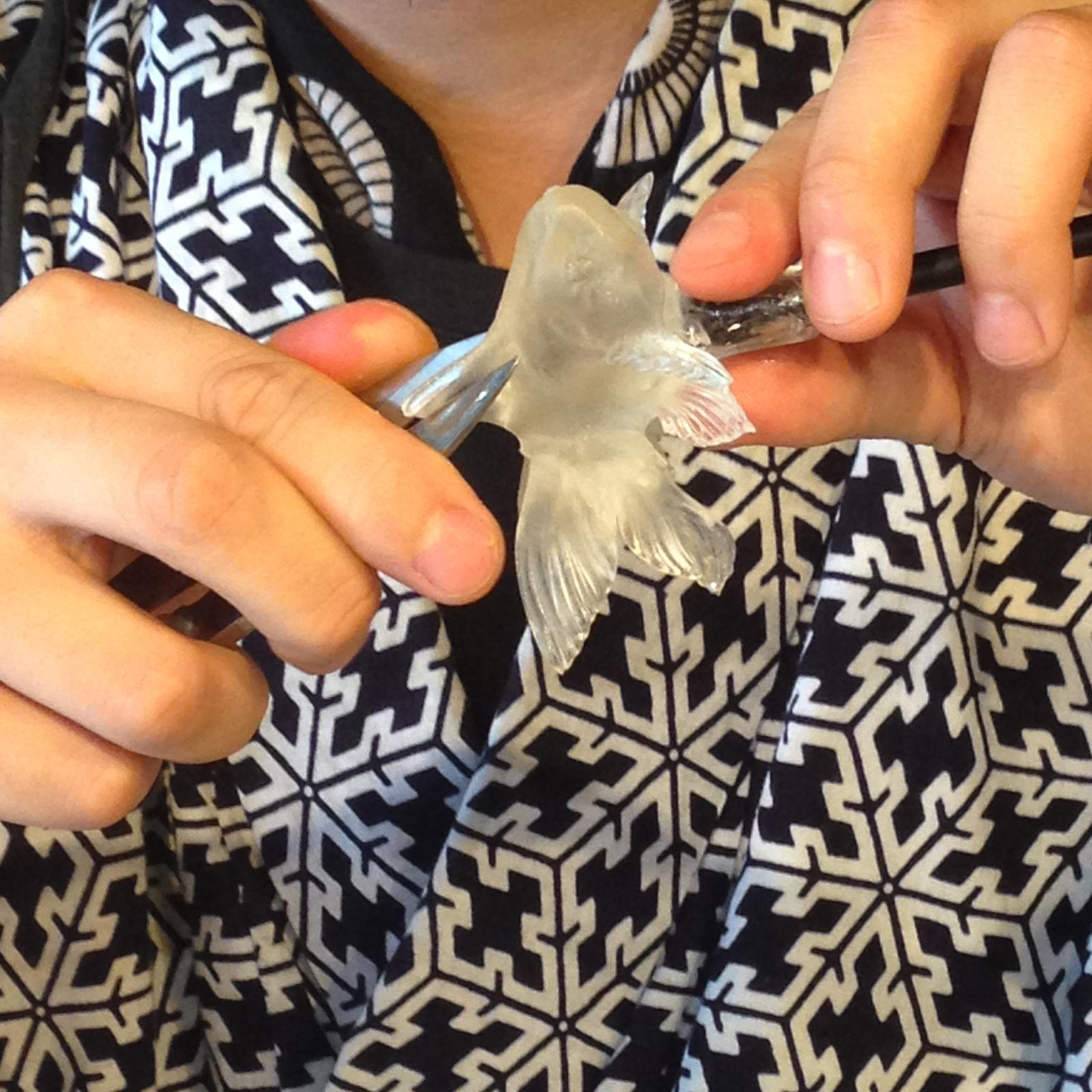
第3段階。胸ヒレを切り出す。
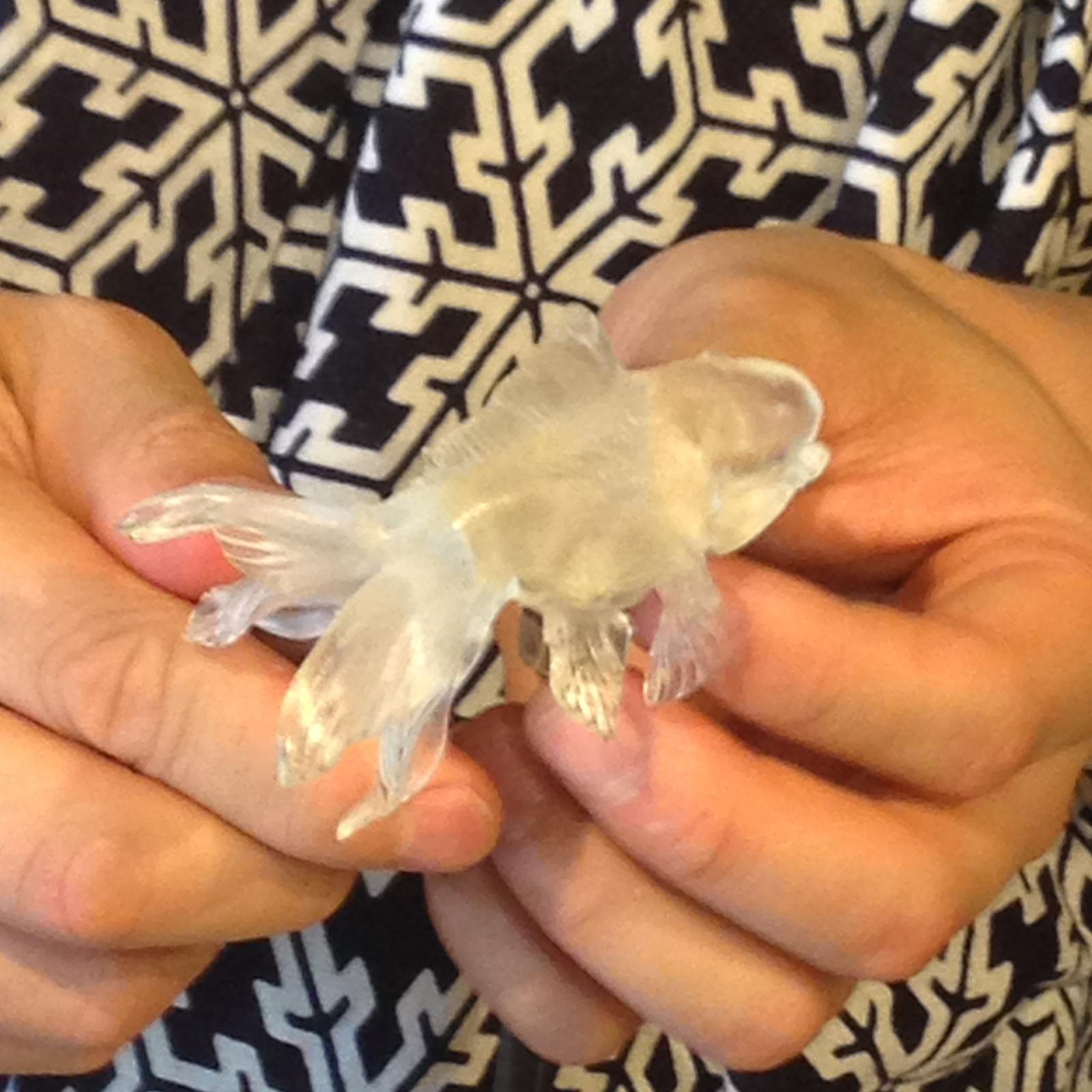
第4段階。細部の仕上げ。ここまで約3分
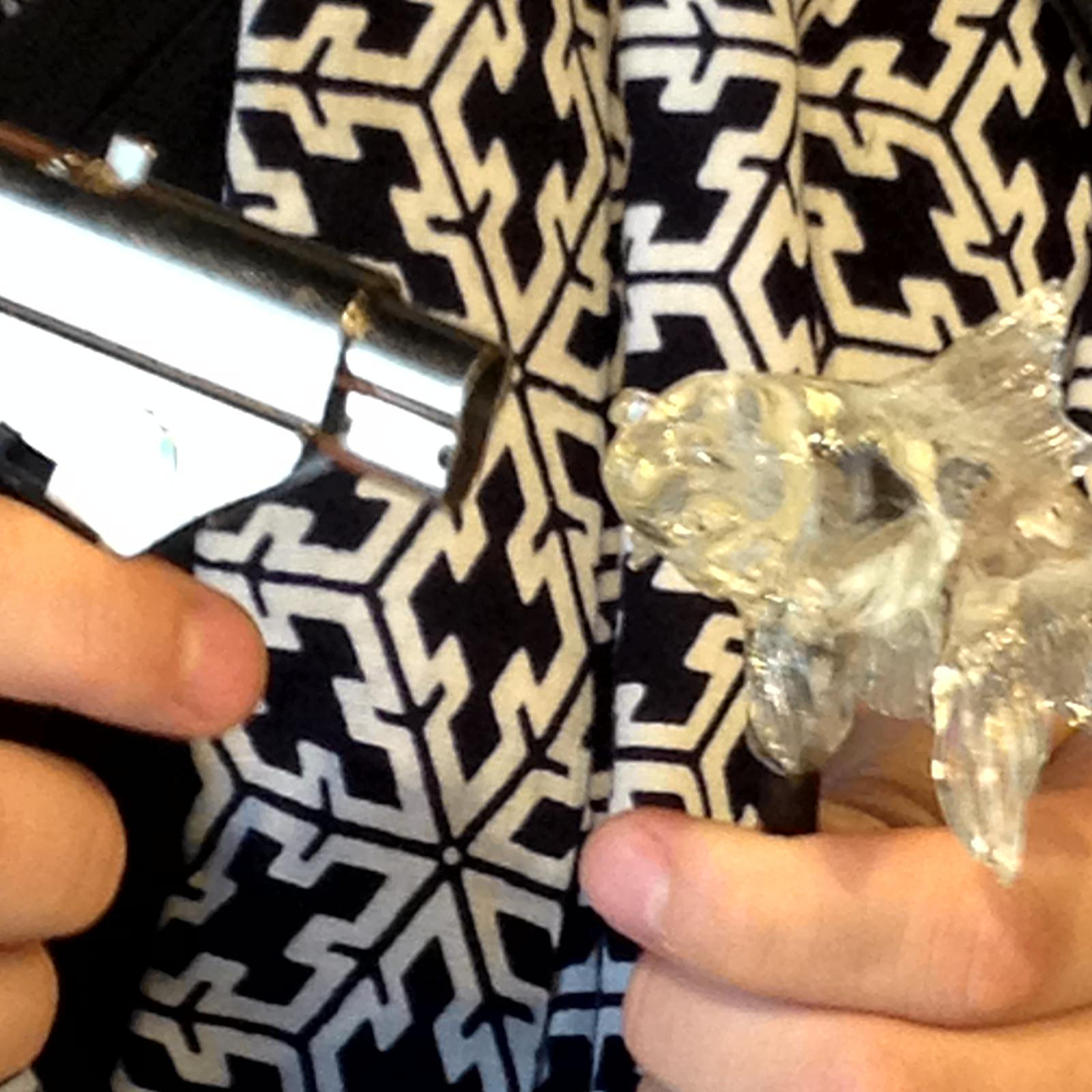
表面を熱して透明度を高める
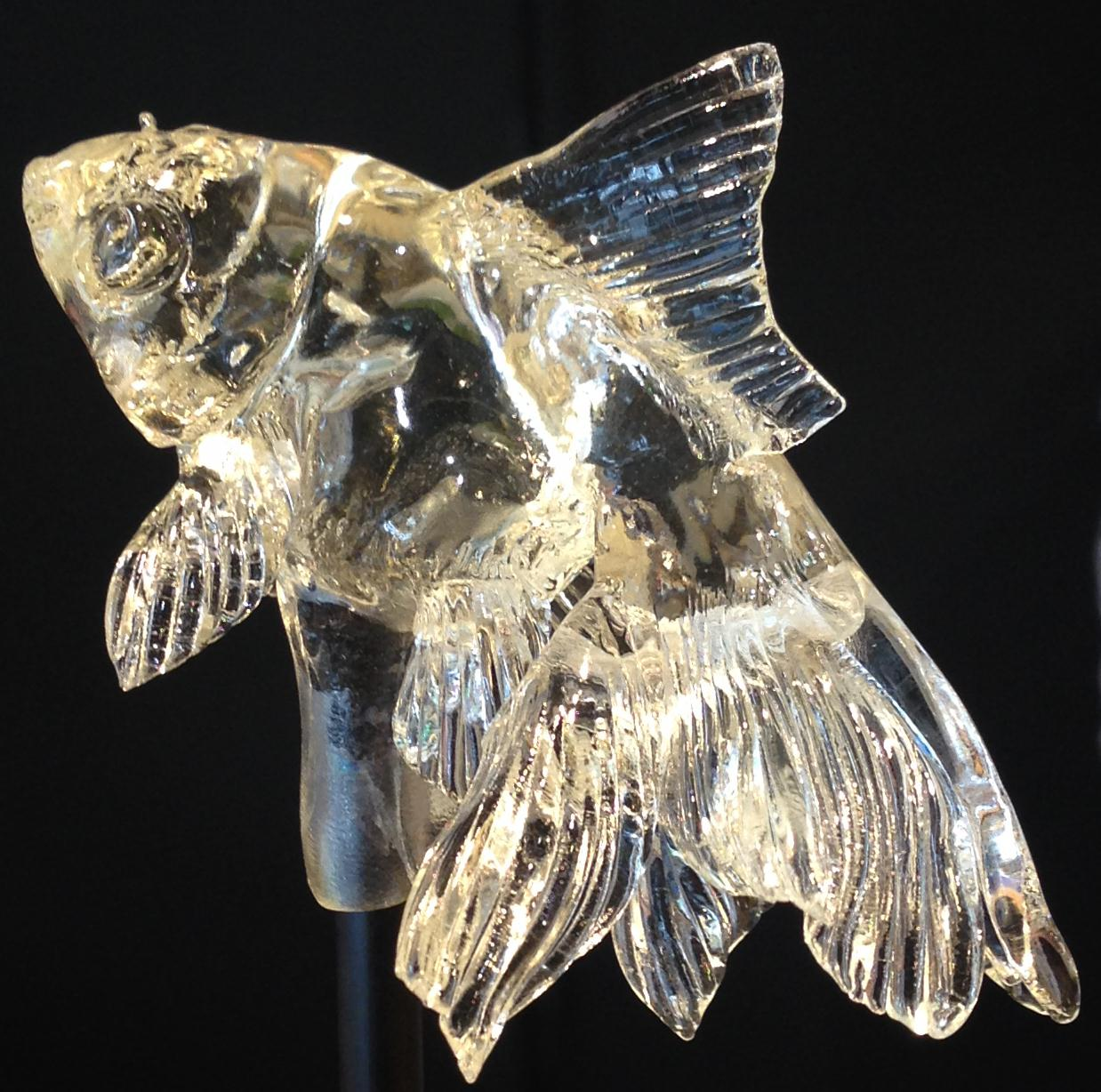
彩色なしの完成品
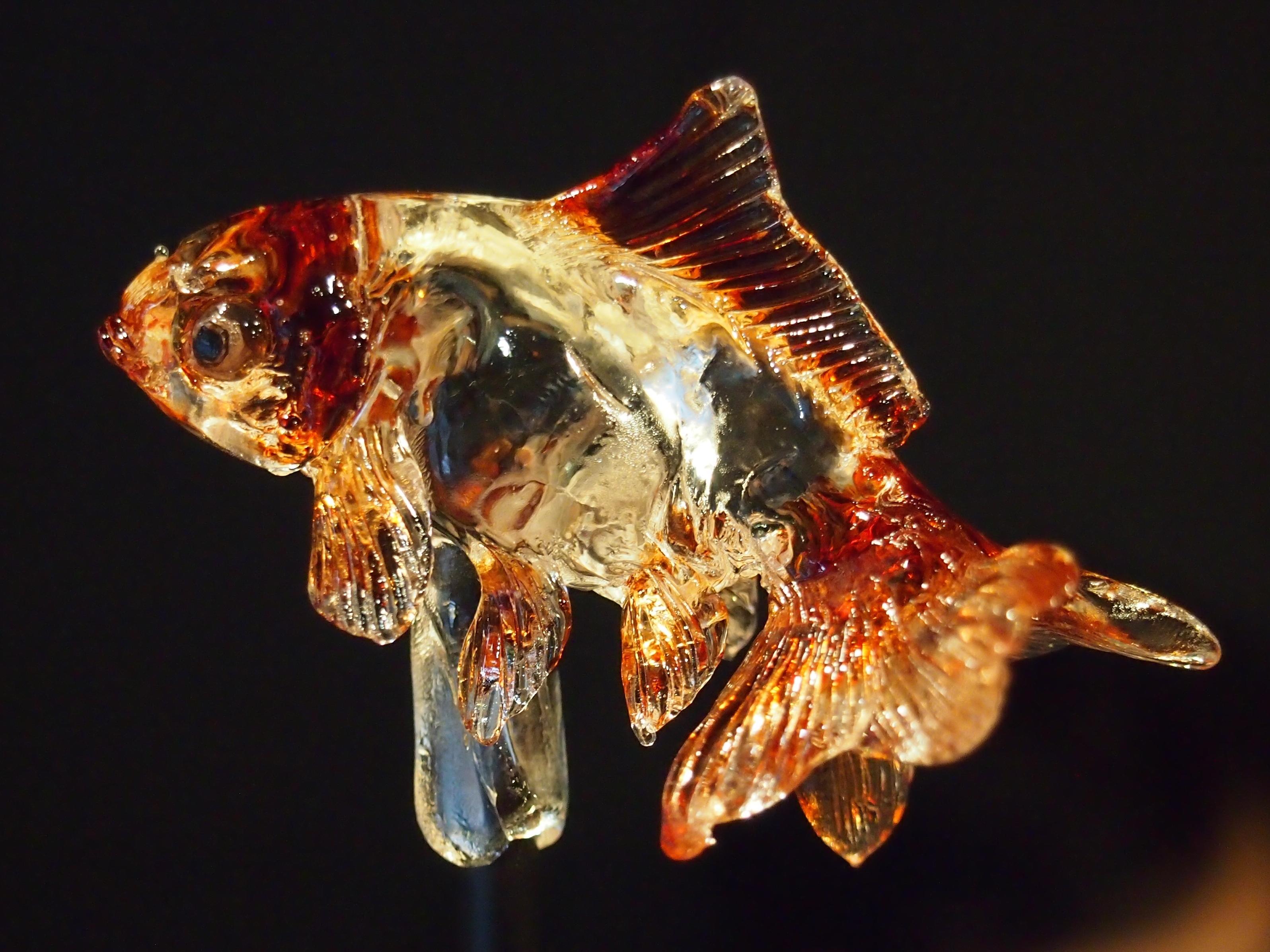
彩色した金魚の飴細工
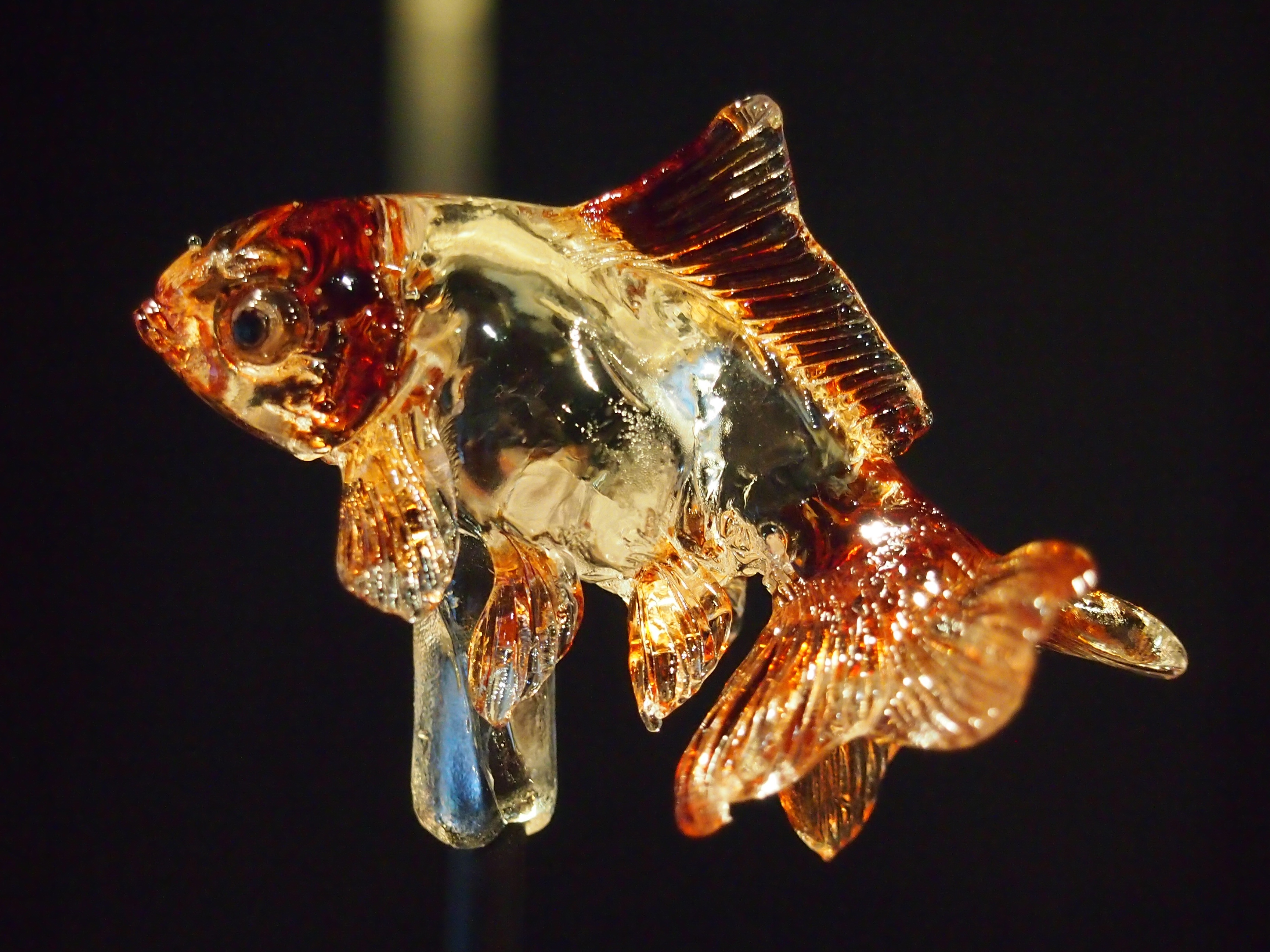
浅草にある飴細工店「アメシン」の手塚新理の飴細工。金魚の品種「地金」

## 保存
熱と湿気を遮断しなければならないため、長時間ライトが当たるような展示には不向きであるが、ケースに密封し乾燥剤を入れる、食用ニスを塗布するなどの方法がある。また食用とせず飴を素材にした装飾品とする場合は、食用に適さない素材の使用も可能である。

## 比喩表現
「飴細工のような」もしくは「飴細工のように」という形容詞として、「見かけは華美だが中身を伴わないもの」「形には似ているが全く違うもの」または「高熱によって変形してしまったもの」という意味合いで比喩表現として使う場合がある。